# Zomba Group of Companies
Zomba Music Group empezó como una empresa que publicaba libros y cambió al negocio de la música en 1981 como Zomba Recording Corporation . 
En 1991, BMG compró un 25% de la música de Zomba. El 11 de junio de 2002, BMG compró el resto de Zomba con $3 mil millones, y se convirtió en la compañía discográfica más grande del mundo.
Zomba ahora es parte de Sony BMG Music Entertainment , y tiene diversos sellos: Epidemic Records , LaFace Records , Jive Records , Music For Nations Records , Pinacle Records , Rough Trade Records , Silvertone , Verity Records y Volcano Records (antes Scotti Brothers Records).
- Datos: Q219112